# Гармония (масонская ложа)
Гармония — название масонских лож, первая из которых появилась в конце 1780 года в Москве.

## Первая ложа «Гармония»
В конце 1780 года в Москве по настоянию Николая Ивановича Новикова была организована тайная сиентифическая масонская ложа «Гармония», в состав которой вошли князь Н. Н. Трубецкой, Н. И. Новиков, М. М. Херасков, И. П. Тургенев, A. M. Кутузов, И. Г. Шварц, князья А. А. Черкасский и князь П. Н. Энгалычев. Тайный характер ложи состоял в том, что о её образовании не было известно не только непосвященным, то есть профанам, но и многим масонам. Термин «сиентифический» указывал на поиски истинной формы масонства. Ложа объединяла в своих рядах представителей различных масонских систем, стремившихся приобрести самостоятельность в решении масонских вопросов.
Ритуально-обрядовая сторона масонства не являлась обязательной для членов ложи «Гармония». Традиционно установившихся собраний для членов ложи здесь также не было. Практически все члены «Гармонии» принимали участие в деятельности Дружеского учёного общества. Князь Г. П. Гагарин — глава шведской системы в России — посетил ложу «Гармония», стал её почетным членом и, ко всеобщему удовлетворению, одобрил устремления братьев.
Организация этой ложи явилась своеобразным прологом последующих просветительских преобразований московскими масонами. Она в определённой степени примирила представителей различных масонских систем. Значение деятельности ложи «Гармония» состояло ещё в том, что было положено начало теоретической разработке мировоззрения отечественных масонов. Русское масонство становилось национальным явлением, и прокладывало себе путь в общественной жизни России XVIII века.
Одна из проблем, стоявшая перед вольными каменщиками ложи «Гармония» — это формальная зависимость от Верховного капитула Шведского устава (в Стокгольме). Масоны не терпели самозванства в своей среде, и требовалось официальным путём преодолеть создавшуюся ситуацию подчинения всех вольных каменщиков России Швеции. В результате в 1781 году Иван Григорьевич Шварц отправился по коллективному настоянию братьев ложи «Гармония» на поиски решения за границу на Вильгельмсбадский конвент.
В октябре 1781 года он получил полномочия устроить в Москве директорию «теоретической степени соломоновых наук».
Шварц, единственный верховный представитель этой степени в провинции России, не был обязан давать отчет никому, кроме руководства розенкрейцеров (пятой степенью этой системы являлся Теоретический градус соломоновых наук). На Шварце лежала обязанность присылать в Берлин поименный список всех вновь принятых братьев с 1 червонцем за каждого в пользу бедных. Каждый брат «теоретической степени» платил 7 талеров, из них 4 оставалось у Шварца.
Дальнейшая судьба ложи «Гармония» малоизвестна, ибо русские масоны увлечённые поисками в теоретических градусах соломоновых наук, больше походивших на розенкрейцерские системы, чем на масонские, переключили своё внимание на капитул «Феникс», где и проводили основное своё время. Возможно ложа угасла или была закрыта в 1789—1791 годах, после негласного запрета тайных обществ императрицей Екатериной II и преследования Новикова.

## Ложа «Гармония» № 698 ВНЛФ

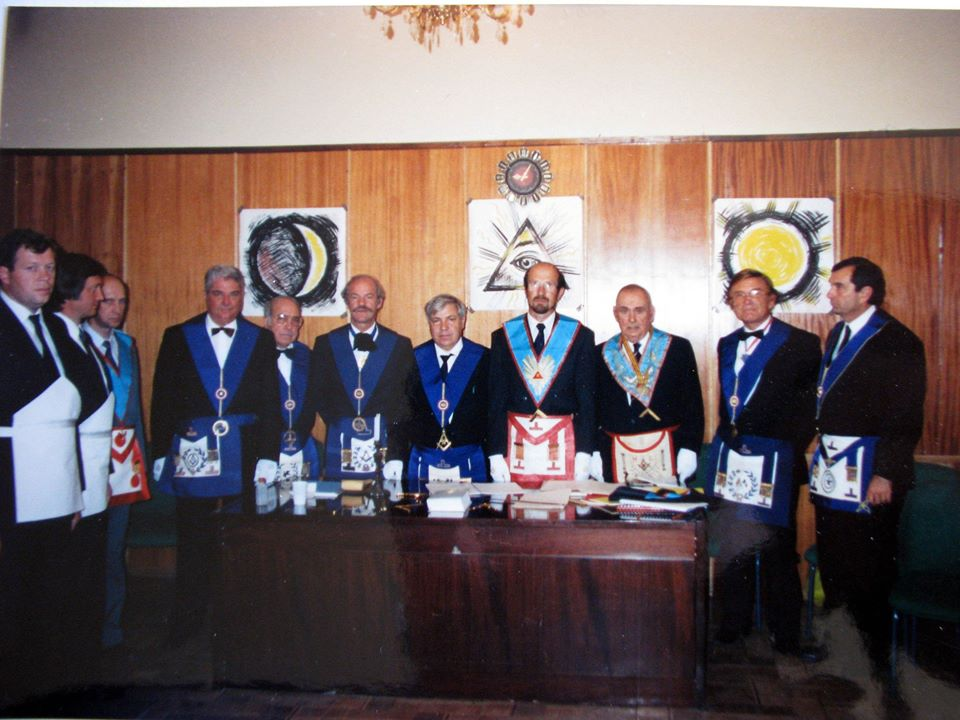
Первые работы ложи «Гармония» № 698 в Москве, 7 сентября 1992 года.

14 января 1992 года, в Париже, русские масоны во главе с Георгием Дергачёвым были регуляризованы (ритуально приняты) в русскоязычную ложу «Астрея» № 100 ВНЛФ. На этом же собрании была учреждена ложа «Гармония», которой был присвоен № 698 в реестре ВНЛФ. Активно работы ложи начались с 7 сентября 1992 года в Москве. На первых работах ложи было посвящено 12 кандидатов. Принятие новых членов ложи позволило подготовить условия для создания ещё 3 российских лож в 1993 году. Этими ложами стали: «Лотос» (Москва), «Новая Астрея» (Санкт-Петербург) и «Гамаюн» (Воронеж). И благодаря работе братьев в течение 2 лет, по привлечению новых членов, создались условия для учреждения национальной великой ложи — Великой ложи России. Таким образом, ложа «Гармония» стала материнской для всех будущих лож Великой ложи России и для всего регулярного масонства в России.

## Ложа «Гармония» № 1 ВЛР
24 июня 1995 года в Москве прошла учредительная ассамблея Великой ложи России. Учредителями Великой ложи России выступила Великая национальная ложа Франции и четыре ложи ранее созданные ею на территории России. После учреждения все ложи вошли в состав Великой ложи России и получили новые реестровые номера, ложа «Гармония» получила № 1.
За прошедшие 25 лет истории ложи, она претерпевала обновления состава, уход большого количества членов ложи в 2001 и 2007 годах. Ложа продолжает свои труды под юрисдикцией Великой ложи России.